# Haus Borg (Rinkerode)
Haus Borg ist ein Wasserschloss in der Nähe des münsterländischen Rinkerode, einem Stadtteil von Drensteinfurt. Es befindet sich in Privatbesitz und ist nur von den umliegenden Straßen aus zu besichtigen. In Sichtweite befindet sich das nur noch zum Teil erhaltene Haus Bisping.

## Geschichte
Haus Borg war der Stammsitz der 1209 erstmals erwähnten Herren von Rinkerode. Mit der Heirat der Erbtochter Gerwins IV. von Rinkerode mit dem Edelherren Diedrich von Volmarstein kam Haus Borg 1324 an dieses Geschlecht. 1466 gelangte die Burg an den Münsteraner Patrizier und Erbmann Johann von Kerckerinck. Später nannte sich die Familie Kerckerinck zur Borg.
Sie blieb im Familienbesitz bis 1988, als sie an den Industriellen Dreier aus Dortmund verkauft wurde. Josef Freiherr von Kerckerinck zur Borg, ein Hailiebhaber und Taucher, hat als einziges Mitglied der Familie noch ein lebenslanges Wohnrecht im Pictoriusbau des Schlosses und lebt dort einige Monate im Jahr.

## Beschreibung

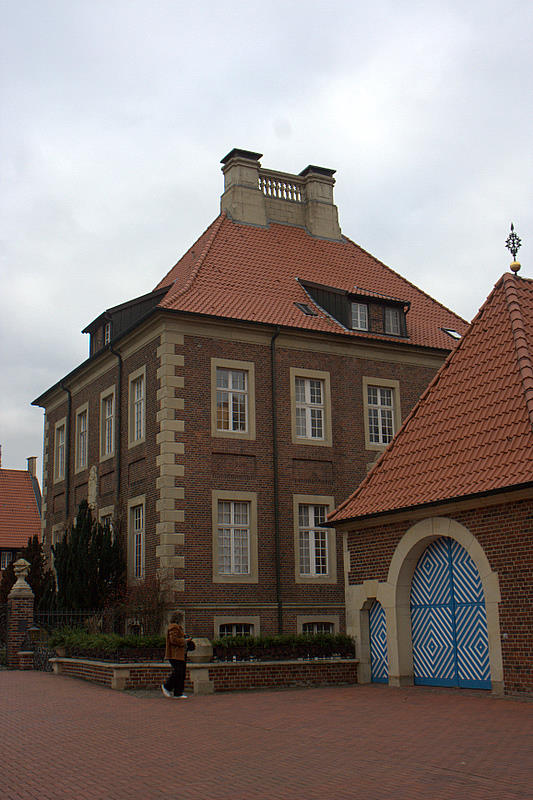
Teil der Hauptburg von Haus Borg

Auf drei Inseln verteilen sich die Anlagenteile der Vorburg, der Hauptburg und der großen Parkanlage. Zwischen dem 15. und 20. Jahrhundert entstanden die über die Inseln gruppierten Bauwerke. Die Gebäude bestehen vorwiegend aus Backstein, und auch Bruchstein wurde verwendet. Die östliche Hälfte des heutigen Herrenhauses auf der Hauptinsel wurde am Ende des 15. Jahrhunderts erbaut. Im 3. Viertel des 16. Jahrhunderts wurde das Gebäude nach Westen verlängert und mit zwei Türmen versehen, die 1840 wieder abgebrochen wurden. Anfang des 18. Jahrhunderts ließ Oberhofmarschall Jobst Stephan von Kerckerinck zur Borg große Umbau- und Erweiterungsarbeiten von dem Barock-Baumeister Gottfried Laurenz Pictorius durchführen, u. a. wurde 1719 ein Ostflügel hinzugefügt. Das rechteckige zweistöckige Herrenhaus besitzt einen barocken Pavillon an seinem Nordosteck. Das Haupthaus besteht aus Bruchstein, der östliche Seitenflügel aus Backstein mit Werksteingliederungen. Auf der Hauptburg steht neben dem Herrenhaus auch ein Brauhaus des späten 16. Jahrhunderts aus Fachwerk mit vorgeblendeten Giebeln, angebaut sind eine Remise und ein runder Eckturm aus dem Jahr 1618.
Bei Reinigungsarbeiten in der Gräfte wurden 1982 mehrere Fundamente freigelegt. Diese gehörten sehr wahrscheinlich zu einem Vorgängerbau der Vorburg und einer Brücke zur Vorburg. Außerdem wurde ein Pfahlfundament freigelegt, das zu einem noch im 19. Jahrhundert vorhandenen Turm an der Nordostecke des Herrenhauses gehörte.

## Wappen
In Blau ein mit drei gold-besamten roten Rosen belegter silberner schräg-rechts Balken. Auf dem Helm mit blau-silbernen Decken ein kleiner Schild mit dem Schildbild zwischen einem silbernen und einem blauen Büffelhorn.

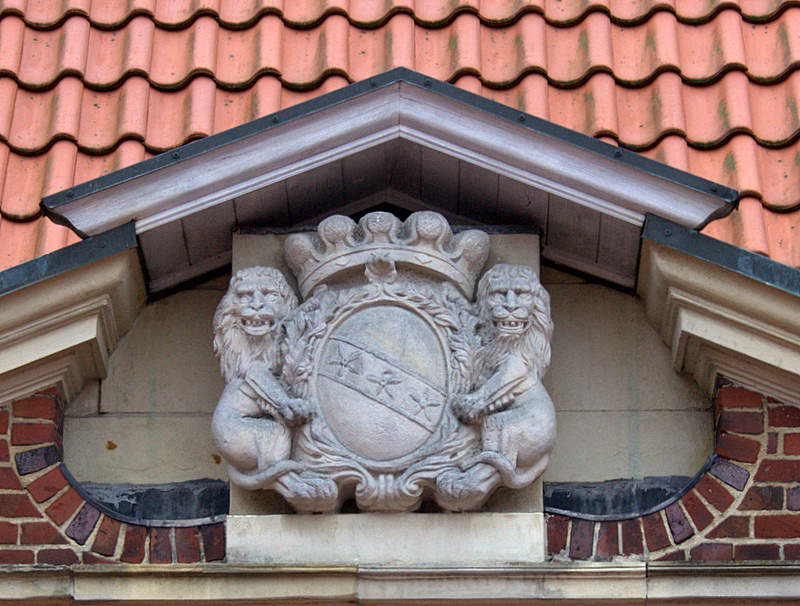
Wappen derer von Kerckerinck
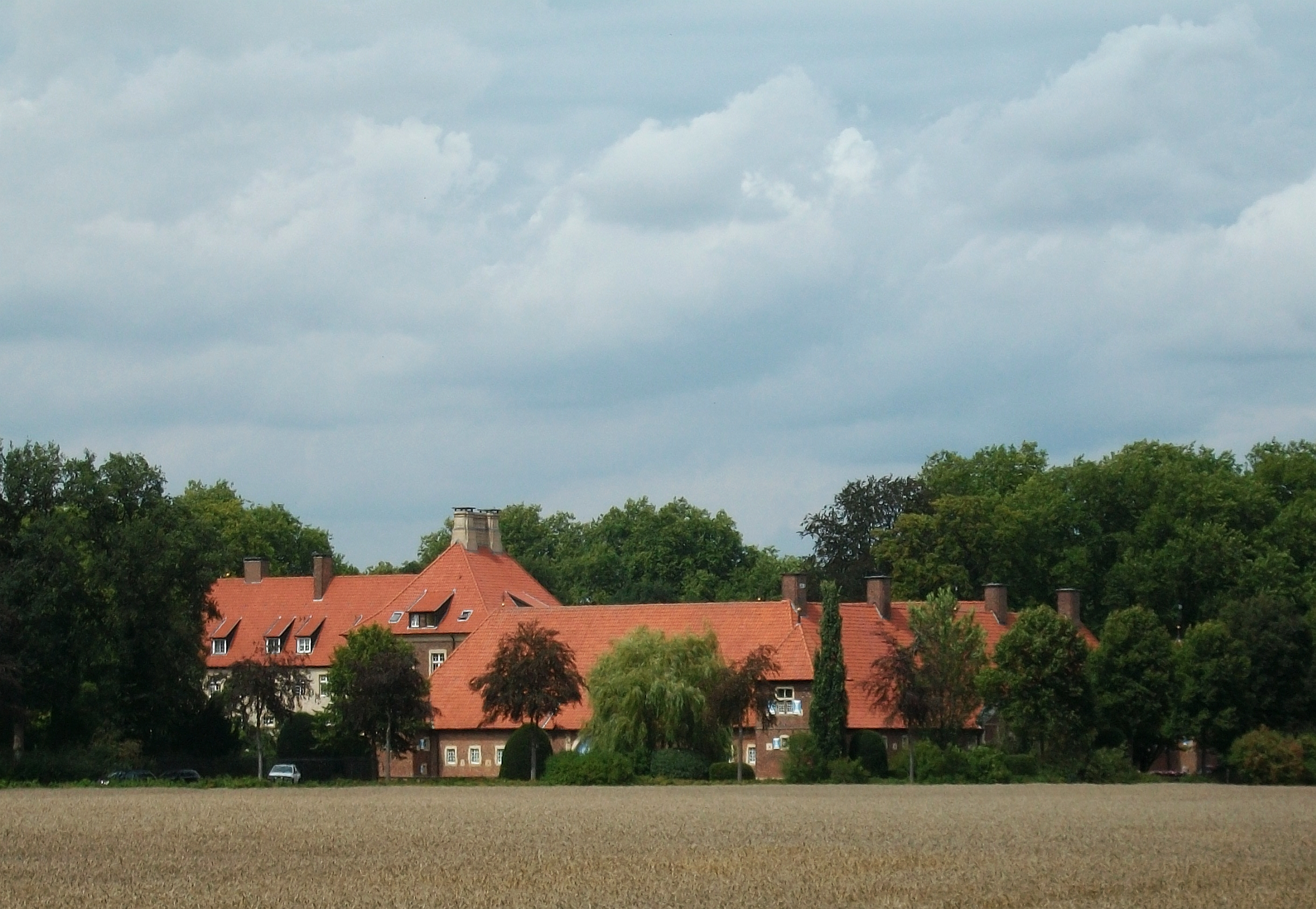
Fernansicht
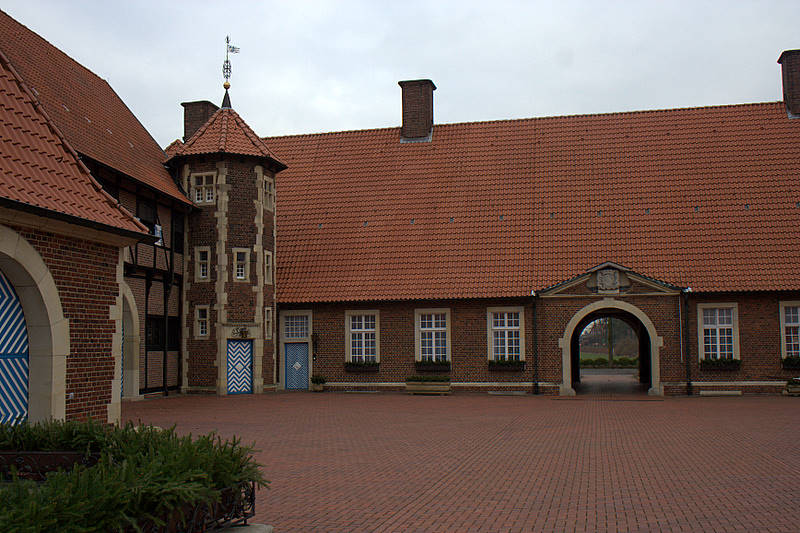
Innenhof
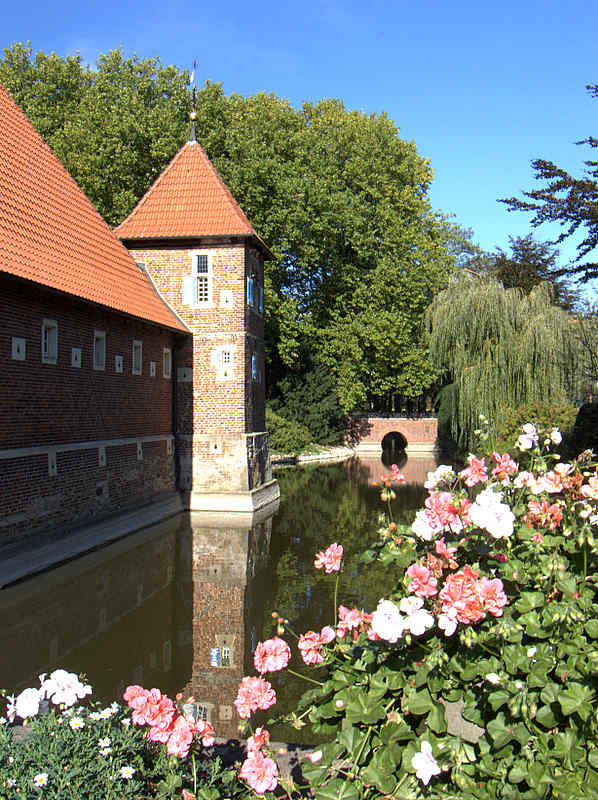
Wassergraben